# José Buljubasich
José María Buljubasich (Firmat, 12 maggio 1971) è un ex calciatore argentino, di ruolo portiere.

## Carriera
Ha girato diverse squadre in Spagna e in Argentina, e nel River Plate ha stabilito il record di 1352 minuti senza subire reti. Nel secondo semestre del 2006 gli è stato trovato un tumore nel cervello, che gli è stato rimosso con successo e nel 2007 ha riottenuto il permesso di giocare.